# Груздь жёлтый
Груздь жёлтый (лат. Lactárius scrobiculátus) — гриб рода Млечник (Lactarius) семейства Сыроежковые (Russulaceae). 
Синонимы
- Русские: жёлтый подгру́здь, подскрёбыш, жёлтая волну́ха
- Латинские:
  - Agaricus scrobiculatus Scop., 1772basionym
  - Galorrheus scrobiculatus (Scop.) P.Kumm., 1871
  - Lactifluus scrobiculatus (Scop.) Kuntze, 1891

Видовой эпитет scrobiculatus означает «помятый».

## Описание
Шляпка очень большая (∅ 7—25 см) и мясистая, сначала выпуклая, потом всё более плоская, вдавленная и воронкообразная. Края её, покрытые красноватыми чешуйками, несколько подогнуты и со временем окончательно распластываются. Кожица слизистая или клейкая, шерстистая или гладкая, с концентрическими зонами, золотисто- или грязно-жёлтого цвета, при надавливании слегка буреющая. 

Мякоть белая, очень плотная и ломкая, с фруктовым запахом и острым вкусом, на срезе желтеет. При надрезе выделяет обильный и густой млечный сок, приобретающий на воздухе серовато-жёлтый цвет. 

Ножка 6—10 см в высоту, ∅ 1,5—4 см, беловатая, крепкая, густо усеяна ямками ярко-жёлтого цвета. Внутри ножка полая, снаружи очень клейкая. 

Пластинки частые, неширокие и немного нисходящие по ножке. Со временем они покрываются красно-бурыми пятнами. 

Споровый порошок кремово-белого или светло-охристого цвета, споры эллиптической формы.

### Изменчивость
Цвет шляпки варьирует от жёлтого до светло-орехового со слабозаметными концентрическими зонами.

## Экология и распространение
Образует микоризу с хвойными (часто с елью) и берёзой. Встречается в хвойных (еловых и пихтово-еловых), реже в берёзовых лесах на известковых почвах, часто в горных лесах. 

Встречается довольно часто, плодоносит обычно небольшими группами. 

Сезон июль — октябрь.

## Сходные виды
- Груздь настоящий (Lactarius resimus) — съедобный гриб более светлой окраски и без ямок на ножке
- Груздь фиолетовый (Lactarius repraesentaneus) с сиреневым млечным соком, западными исследователями считается несъедобным
- Груздь бахромистый (Lactarius citriolens) — не имеет вмятин на ножке и растёт в лиственных лесах